# Food Court de, Mata Ashita.
Food Court de, Mata Ashita. (フードコートで、また明日。 Fūdo Kōto de, Mata Ashita.?) es una serie de manga japonesa escrita e ilustrada por Shinichirō Nariie. La serie comenzó originalmente como un webcomic publicado en la cuenta de Twitter del autor en octubre de 2019. Luego fue adquirida por Kadokawa Shoten, que comenzó a serializarla en su sitio web Comic Newtype en marzo de 2020. Una adaptación de la serie de televisión de anime producida por Atelier Pontdarc se emitió en julio a agosto de 2025.

## Sinopsis
Sus compañeras de clase perciben a Wada y Yamamoto como una chica rica y tranquila, una estudiante de honor, y una gyaru intimidante, respectivamente. En realidad, la primera es una gran aficionada a los videojuegos, mientras que la segunda disfruta de las leyendas urbanas. Además, son amigos y pasan el rato juntos en el patio de comidas después de clase.

## Personajes
Wada (和田?)
 Seiyū: Hiyori Miyazaki
Yamamoto (山本?)
 Seiyū: Yoshino Aoyama
Saitō (斉藤?)
 Seiyū: Saori Hayami
Duke Abel (エイベル公爵 Eiberu Kōshaku?)
 Seiyū: Jun Fukuyama
Yamada (山田?)
 Seiyū: Rina Hidaka
Takizawa (滝沢?)
 Seiyū: Yoshitsugu Matsuoka

## Contenido de la obra

### Manga
Food Court de, Mata Ashita. está escrita por Shinichirō Nariie y comenzó como un webcomic publicado en la cuenta de Twitter del autor el 24 de octubre de 2019. Más tarde fue adquirido por Kadokawa Shoten, que comenzó a serializarlo en su sitio web Comic Newtype el 10 de marzo de 2020. La serie terminó su primera parte el 12 de enero de 2021 y comenzó su segunda parte el 6 de septiembre de 2022. Kadokawa Shoten comenzó a publicarlo en volúmenes tankōbon el 10 de marzo de 2021. Se ha publicado solamente dos volúmenes.
Durante su panel en Anime NYC 2021, Yen Press anunció que habían licenciado la serie para su publicación en inglés.
| Volúmenes de manga publicados | Volúmenes de manga publicados | Volúmenes de manga publicados |
| Número                        | Fecha de lanzamiento          | ISBN                          |
| ----------------------------- | ----------------------------- | ----------------------------- |
| 1                             | 10 de marzo de 2021           | ISBN 978-4-04-109892-9        |
| 2                             | 31 de marzo de 2025           | ISBN 978-4-04-114803-7        |

### Anime
El 13 de diciembre de 2024 se anunció una adaptación de la serie de televisión de anime. La serie está producida por Atelier Pontdarc y dirigida por Kazuomi Koga, con la composición de la serie a cargo de Jukki Hanada, personajes diseñados por Kyuta Sakai y música compuesta por Kana Utatane. La serie se emitió del 7 de julio al 11 de agosto de 2025 en Tokyo MX, otras cadenas y tuvo una duración de seis episodios. El tema de apertura es "Mikansei ni Matataite" interpretado por Oisicle Melonpan. Crunchyroll obtuvo la licencia de la serie en América del Norte, América Central, América del Sur, Europa, África, Oceanía, Oriente Medio, CEI, subcontinente indio y Sudeste Asiático. Medialink obtuvo la licencia de la serie en el Sudeste Asiático y Oceanía (excepto Australia y Nueva Zelanda).